# Свети Йоан Предтеча (Сервия)
„Свети Йоан Предтеча“ (на гръцки: Ναός Αγίου Ιωάννη του Πρόδρομου Σερβίων) е средновековна православна църква в южномакедонския град Сервия, Егейска Македония, Гърция.
Храмът е изграден близо до северната част на стените на Сервийската крепост. Датира от XIV век. Представлява малка еднокорабна базилика, построена като католикон на манастир. Във вътрешността са запазени фрагменти от стенописи.